# Micaela
Micaela is een zangeres die een Nederlandse Top 40-hit heeft gehad met het nummer La Isla Bonita. Dit nummer behaalde positie 29 in januari 1987. Het was een cover van het nummer van Madonna, maar werd wel eerder uitgebracht dan Madonna's single.

## Discografie
- 1985: Mare blu
- 1986: La Isla Bonita (cover)
- 1987: 4, 3, 2, 1
- 1988: Si Señor